# Gnomidolon basicoeruleum
Gnomidolon basicoeruleum là một loài bọ cánh cứng trong họ Cerambycidae.